# Honingklaver-associatie
De honingklaver-associatie (Echio-Melilotetum) is een associatie uit het wormkruid-verbond (Dauco-Melilotion). De associatie omvat bloemrijke ruigten op ruderale standplaatsen. Het aspect van de begroeiingen van deze associatie wordt vooral bepaald door geel- en witbloemige kruiden.

## Naamgeving en codering
- Syntaxoncode voor Nederland (rVvN): r32Ca01

De wetenschappelijke naam Echio-Melilotetum is afgeleid van de botanische namen van de genera Echium en Melilotus.

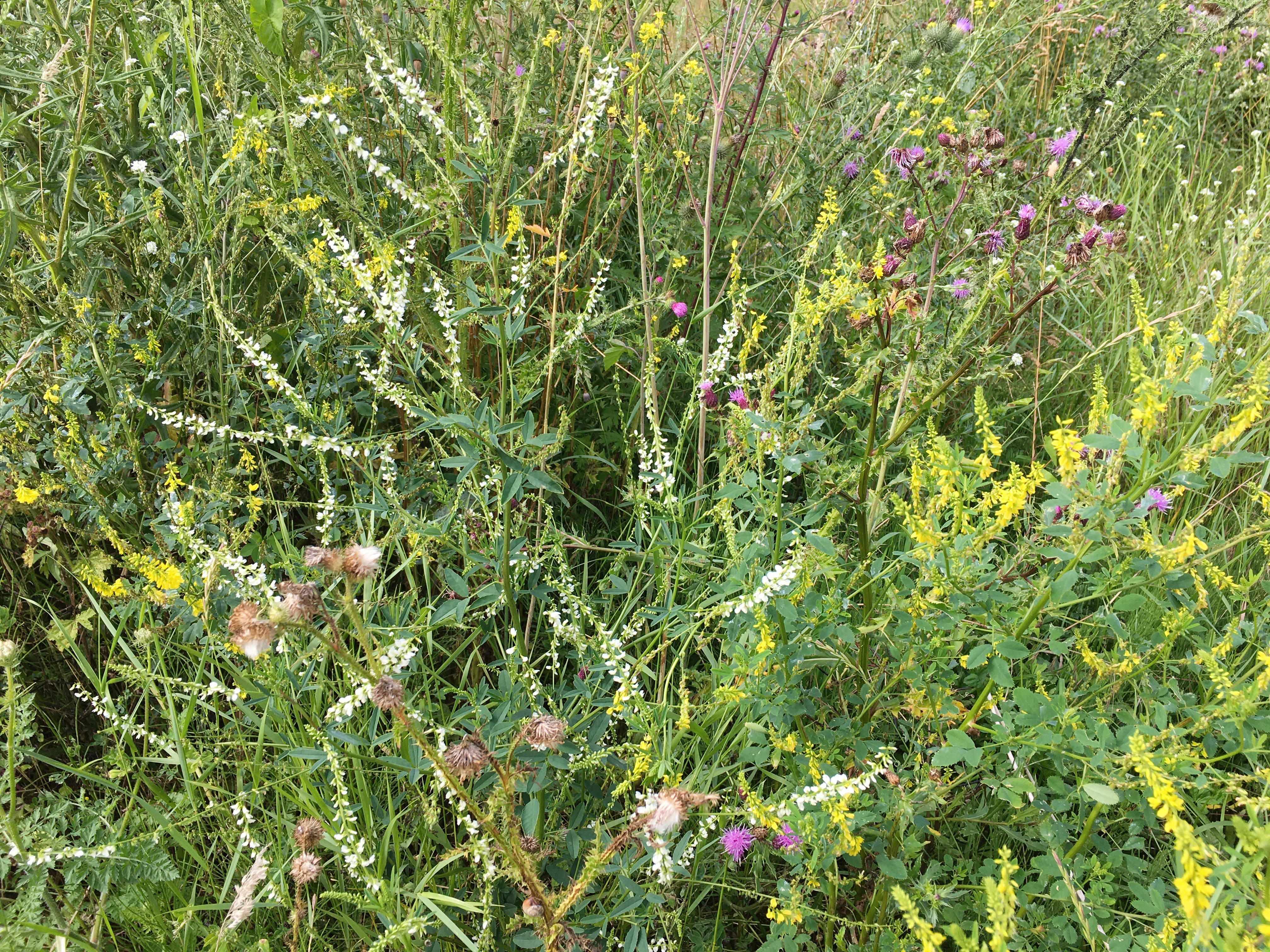

## Subassociaties in Nederland en Vlaanderen
Binnen de honingklaver-associatie worden in Nederland en Vlaanderen twee subassociaties onderscheiden.

### Subassociatie met grijskruid
Een subassociatie met grijskruid (Echio-Melilotetum berteroetosum) komt voor op kalkarmere, neutrale tot zure, droge zandgrond. Deze subassociatie komt vooral voor langs snel- en spoorwegen. Differentiërende taxa voor deze subassociatie zijn zachte dravik, gewoon struisgras, herderstasje, melganzenvoet, akkerwinde, grote windhalm, schapenzuring, vogelmuur, muurpeper, avondkoekoeksbloem en kleine ooievaarsbek.

### Typische subassociatie
De typische subassociatie (Echio-Melilotetum typicum) komt voor op kalkhoudende, droge tot enigszins vochtige zand-, zavel-, krijt- en leembodems met een hoge tot neutrale pH. Differentiërende taxa voor deze subassociatie zijn akkerdistel, wilde peen, hopklaver, reukeloze kamille, vogelwikke, haagwinde, klein hoefblad, vijfvingerkruid en gewone berenklauw.

## Fotogalerij

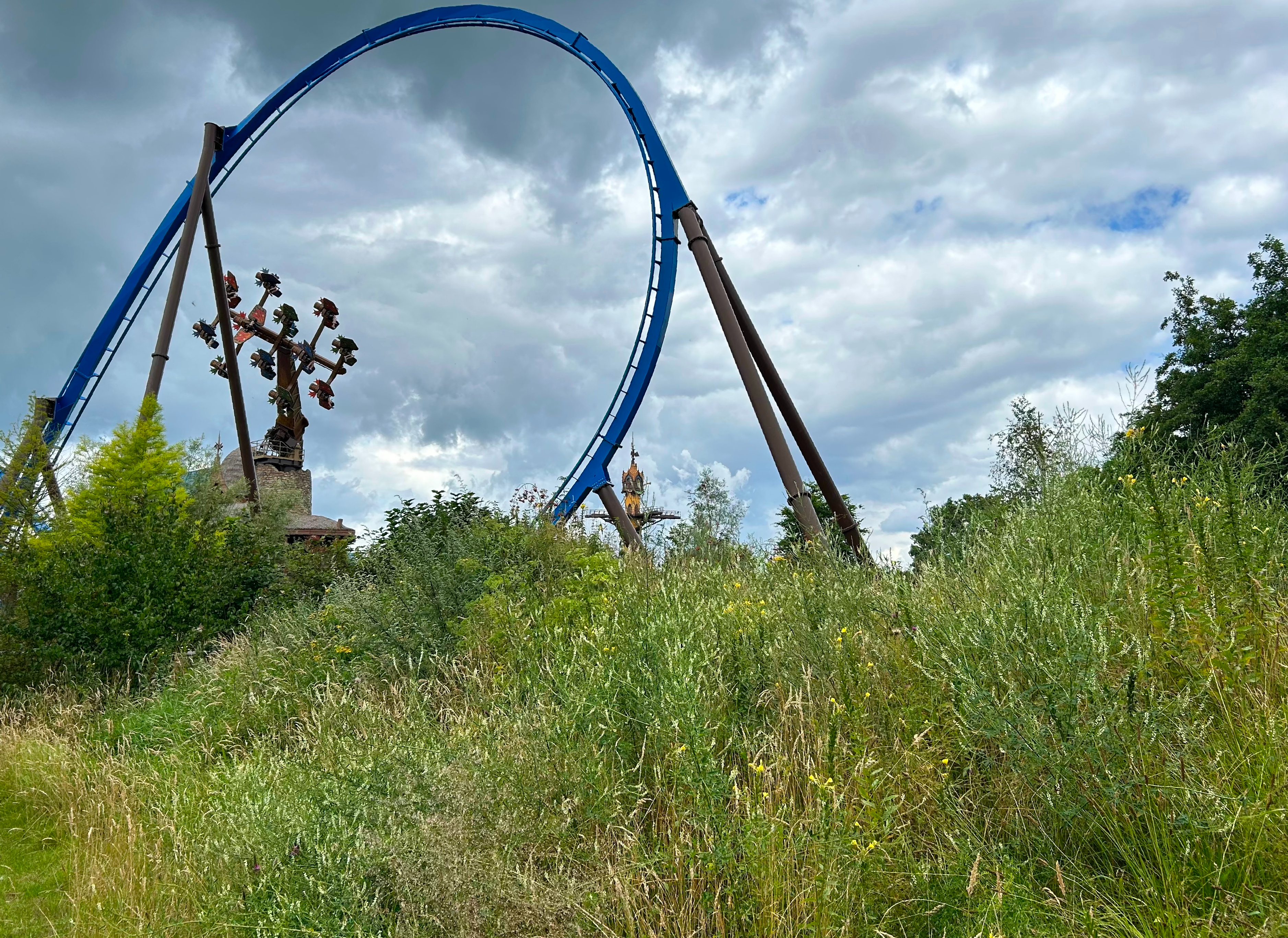
De associatie op ruderaal terrein bij een attractiepark
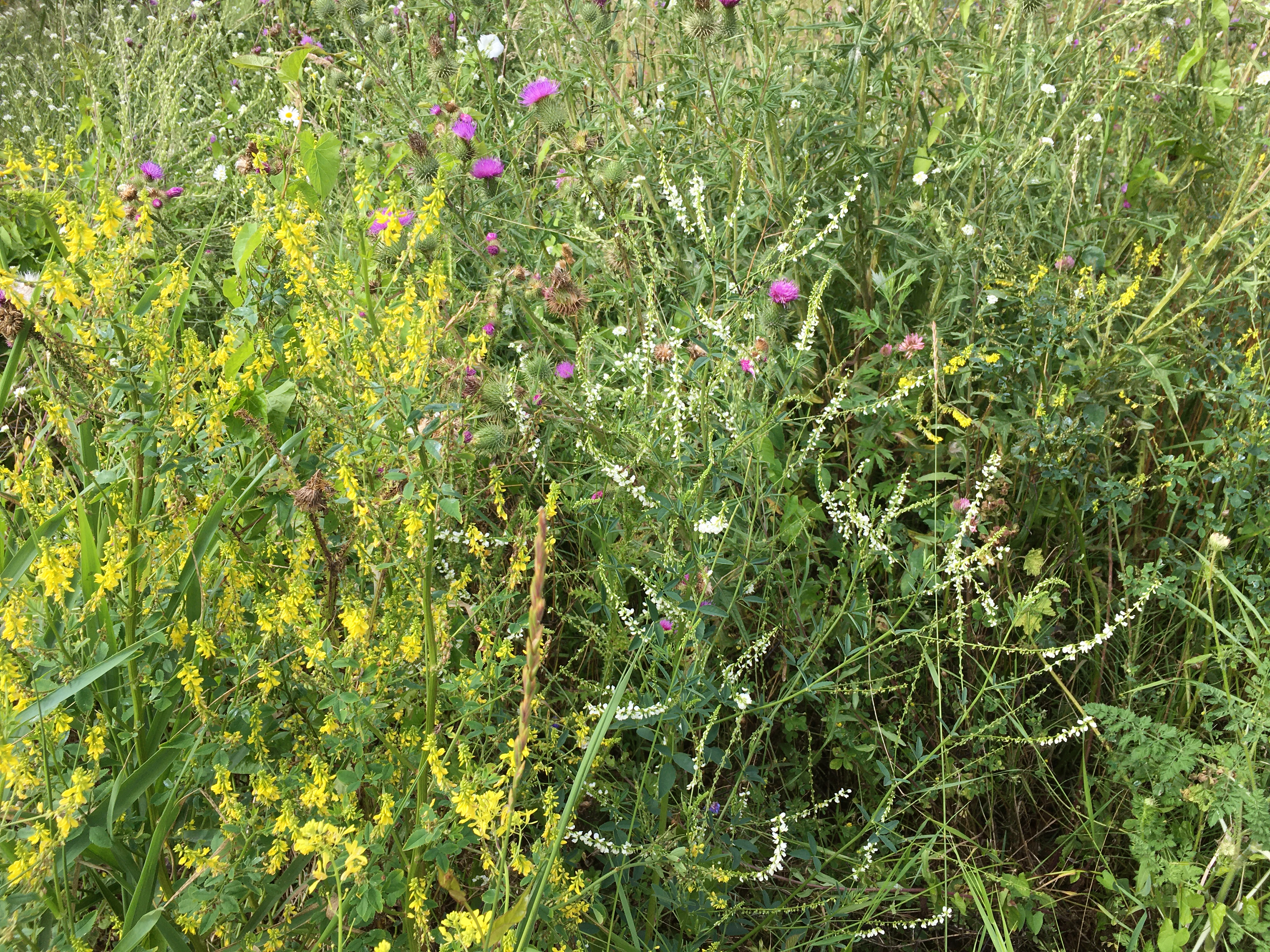
Een close-up van de associatie
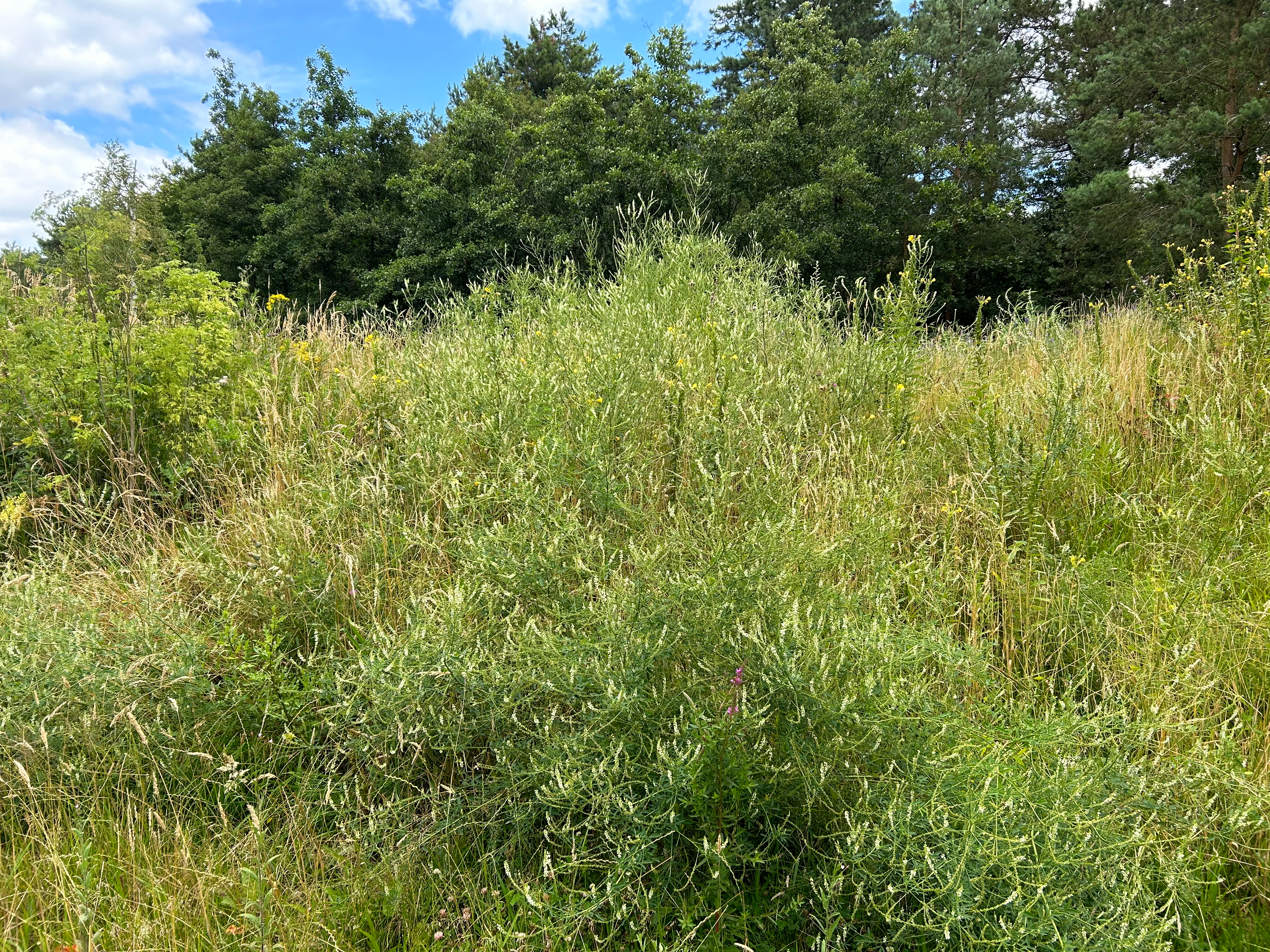
Een zomeraspect van de typische subassociatie
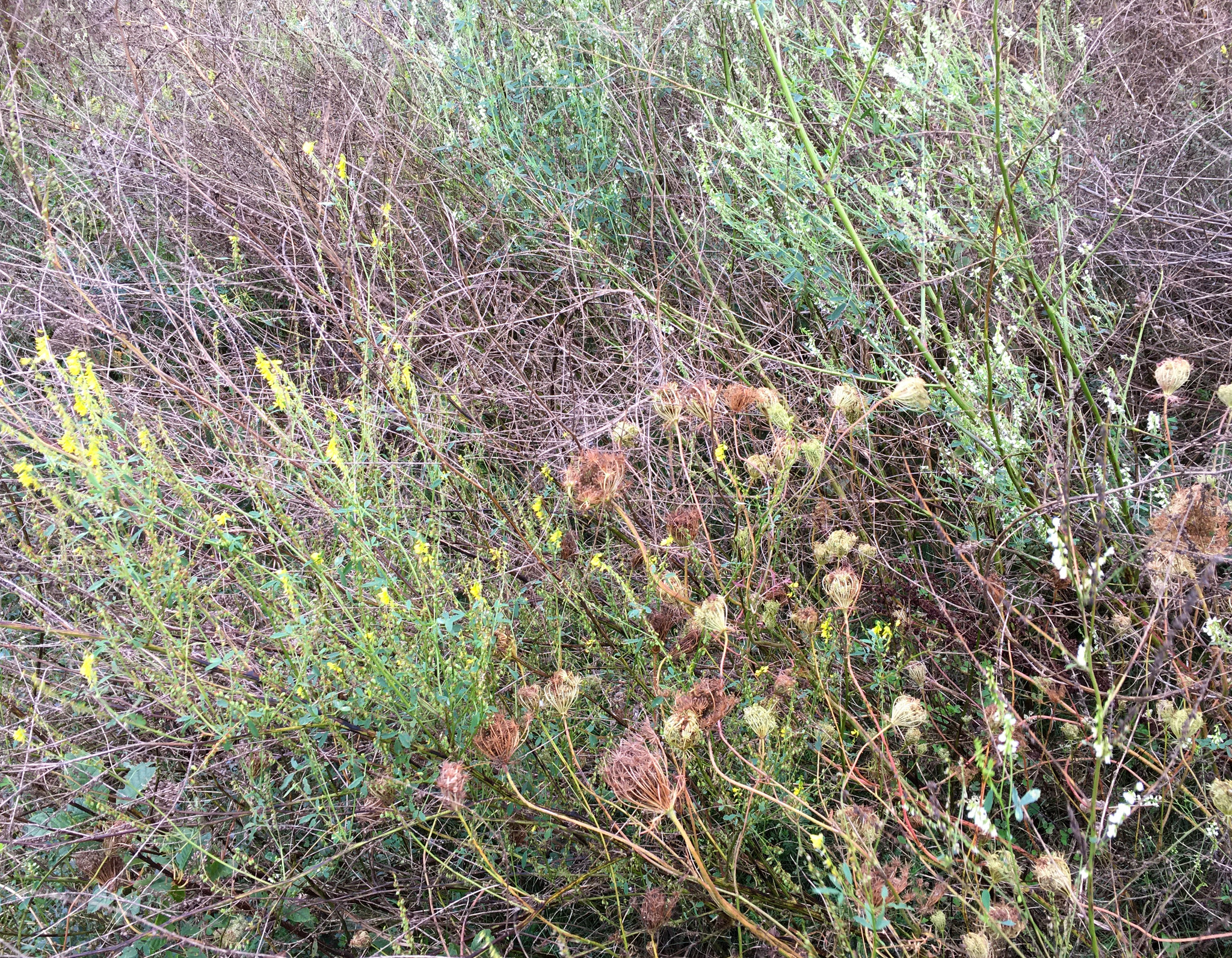
Close-up van een herfstaspect van de typische subassociatie